# Albin Lorentzon
Albin Karl Gustaf Lorentzon, född 7 januari 1986, är en svensk före detta professionell ishockeyspelare som spelade den större delen av sin karriär för moderklubben Linköping HC. Lorentzon tog ett SM-guld med Linköping J20 säsongen 2005/06, men debuterade redan säsongen 2003/04 i seniorlaget i Elitserien. Efter ett fåtal matcher för Västerås Hockey i Hockeyallsvenskan och en säsong IK Comet Halden i den norska Get-ligaen, tillbringade Lorentzon tre säsonger med Örebro HK. Han var med om att laget från Hockeyettan till Hockeyallsvenskan.
Mellan 2011 och 2014 spelade han åter för Linköping HC i SHL. Därefter gjorde han en kort sejour i AIK innan han avslutade sin karriär 2016 i Hockeyallsvenskan med HC Vita Hästen.
Som junior spelade han en handfull matcher för Sverige i ungdoms- och juniorlandslag.

## Karriär
Lorentzon började spela ishockey i moderklubben Linköping HC. Den 28 december 2003 gjorde han seniordebut i Elitserien, vid 17 års ålder, i en match mot HV71. Säsongen 2005/06 vann han ett SM-guld med Linköping J20. Säsongen därpå lämnade han LHC för spel med Västerås Hockey i Hockeyallsvenskan men noterades endast för fyra matcher för klubben. Därefter lämnade han Sverige för spel i Get-ligaen med IK Comet Halden, där man han 87 utvisningsminuter blev lagets näst mest utvisade spelare.

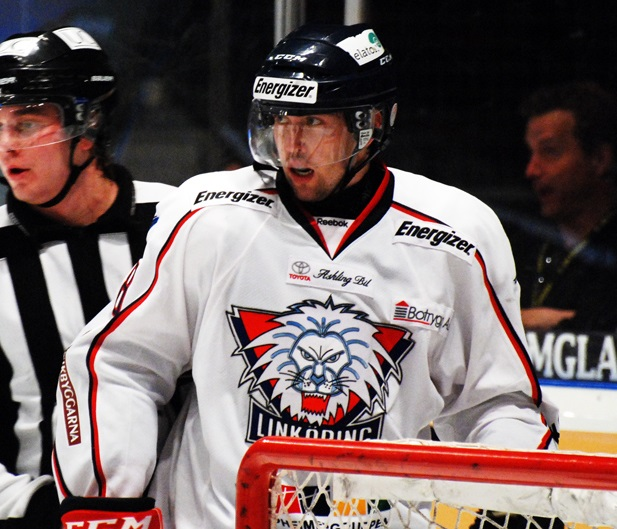
Lorentzon med Linköping HC 2012.

Efter en säsong i Norge återvände Lorentzon till Sverige, denna gång för spel i Hockeyettan med Örebro HK. Under sin första säsong i klubben var han med att ta laget från Hockeyettan till Hockeyallsvenskan. Inför säsongen 2009/10 förlängde Lorentzon sitt avtal med klubben med ytterligare två år. Laget etablerade sig i Hockeyallsvenskan och säsongen 2010/11 spelade man kvalserien till Elitserien för första gången. Laget misslyckades dock att avancera i seriesystemet och efter säsongens slut lämnade Lorentzon Örebro för att återvända till moderklubben Linköping HC, i Elitserien.
Lorentzon presenterades som ett av Linköpings nyförvärv i april 2011, då han skrivit ett ettårsavtal med klubben. Den 25 februari 2012 gjorde Lorentzon sitt första Elitseriemål, på Frederik Andersen, i en 1–5-förlust mot Frölunda HC. I sin debutsäsong i Elitserien noterades han för två poäng (ett mål, en assist) på 44 matcher. Laget missade SM-slutspelet för första gången på nio år, men kort efter säsongens slut förlängde Lorentzon med LHC med två år. Säsongen därpå var Lorentzon Linköpings mest utvisade spelare och var topp-10 i hela serien med sina 81 utvisningsminuter. Säsongen 2013/14 kom att bli Lorentzons sista med LHC, och det blev också hans poängmässigt främsta säsong i Elitserien (som inför denna säsong bytt namn till Svenska hockeyligan). På 49 matcher stod Lorentzon för tre poäng, varav två mål och en assist.
I mitten av maj 2014 meddelade AIK i Hockeyallsvenskan att man skrivit ett tvåårsavtal med Lorentzon. På grund av en fotskada missade han ett antal matcher under början av säsongen och hann totalt bara spela elva matcher för AIK innan han lämnade klubben för seriekonkurrenten HC Vita Hästen, på grund av familjeskäl. Lorentzon anslöt till Vita Hästen i slutet av januari 2015, efter att ha skrivit ett kontrakt som sträckte sig över säsongen 2015/16. Vita Hästen valde därefter att inte erbjuda Lorentzon en kontraktsförlängning när avtalet löpt ut, varpå han valde att avsluta sin karriär som ishockeyspelare.

## Statistik
| 2003–04                  | Linköping HC             | Elitserien               | 15  | 0 | 0 | 0  | 2   | 2  | 0 | 0 | 0 | 0  |
| 2004–05                  | Linköping HC             | Elitserien               | 2   | 0 | 0 | 0  | 0   | 1  | 0 | 0 | 0 | 0  |
| 2005–06                  | Linköping HC             | Elitserien               | 2   | 0 | 0 | 0  | 0   | —  | — | — | — | —  |
| 2006–07                  | Västerås IK              | HA                       | 4   | 0 | 0 | 0  | 2   | —  | — | — | — | —  |
| 2007–08                  | IK Comet Halden          | Eliteserien              | 34  | 2 | 2 | 4  | 87  | —  | — | — | — | —  |
| 2008–09                  | Örebro HK                | Div. 1                   | 41  | 2 | 4 | 6  | 56  | 10 | 0 | 0 | 0 | 6  |
| 2009–10                  | Örebro HK                | HA                       | 48  | 3 | 2 | 5  | 59  | —  | — | — | — | —  |
| 2010–11                  | Örebro HK                | HA                       | 50  | 3 | 3 | 6  | 24  | 10 | 0 | 2 | 2 | 8  |
| 2011–12                  | Linköping HC             | Elitserien               | 44  | 1 | 1 | 2  | 32  | —  | — | — | — | —  |
| 2012–13                  | Linköping HC             | Elitserien               | 53  | 0 | 1 | 1  | 81  | 10 | 0 | 0 | 0 | 6  |
| 2013–14                  | Linköping HC             | SHL                      | 49  | 2 | 1 | 3  | 47  | 12 | 0 | 0 | 0 | 33 |
| 2014–15                  | AIK                      | HA                       | 11  | 0 | 1 | 1  | 4   | —  | — | — | — | —  |
| 2014–15                  | HC Vita Hästen           | HA                       | 6   | 0 | 0 | 0  | 2   | 8  | 0 | 0 | 0 | 2  |
| 2015–16                  | HC Vita Hästen           | HA                       | 52  | 1 | 3 | 4  | 28  | —  | — | — | — | —  |
| SHL totalt               | SHL totalt               | SHL totalt               | 165 | 3 | 3 | 6  | 162 | 25 | 0 | 0 | 0 | 39 |
| Hockeyallsvenskan totalt | Hockeyallsvenskan totalt | Hockeyallsvenskan totalt | 171 | 7 | 9 | 16 | 119 | 18 | 0 | 2 | 2 | 10 |
| Division 1 totalt        | Division 1 totalt        | Division 1 totalt        | 41  | 2 | 4 | 6  | 56  | 10 | 0 | 0 | 0 | 6  |
| GET-ligaen totalt        | GET-ligaen totalt        | GET-ligaen totalt        | 34  | 2 | 2 | 4  | 87  | —  | — | — | — | —  |